# Ugola praticola
Ugola praticola är en svampart som först beskrevs av Pidopl., och fick sitt nu gällande namn av Stalpers 1984. Ugola praticola ingår i släktet Ugola och familjen Tricholomataceae.   Inga underarter finns listade i Catalogue of Life.